# Jenerálka

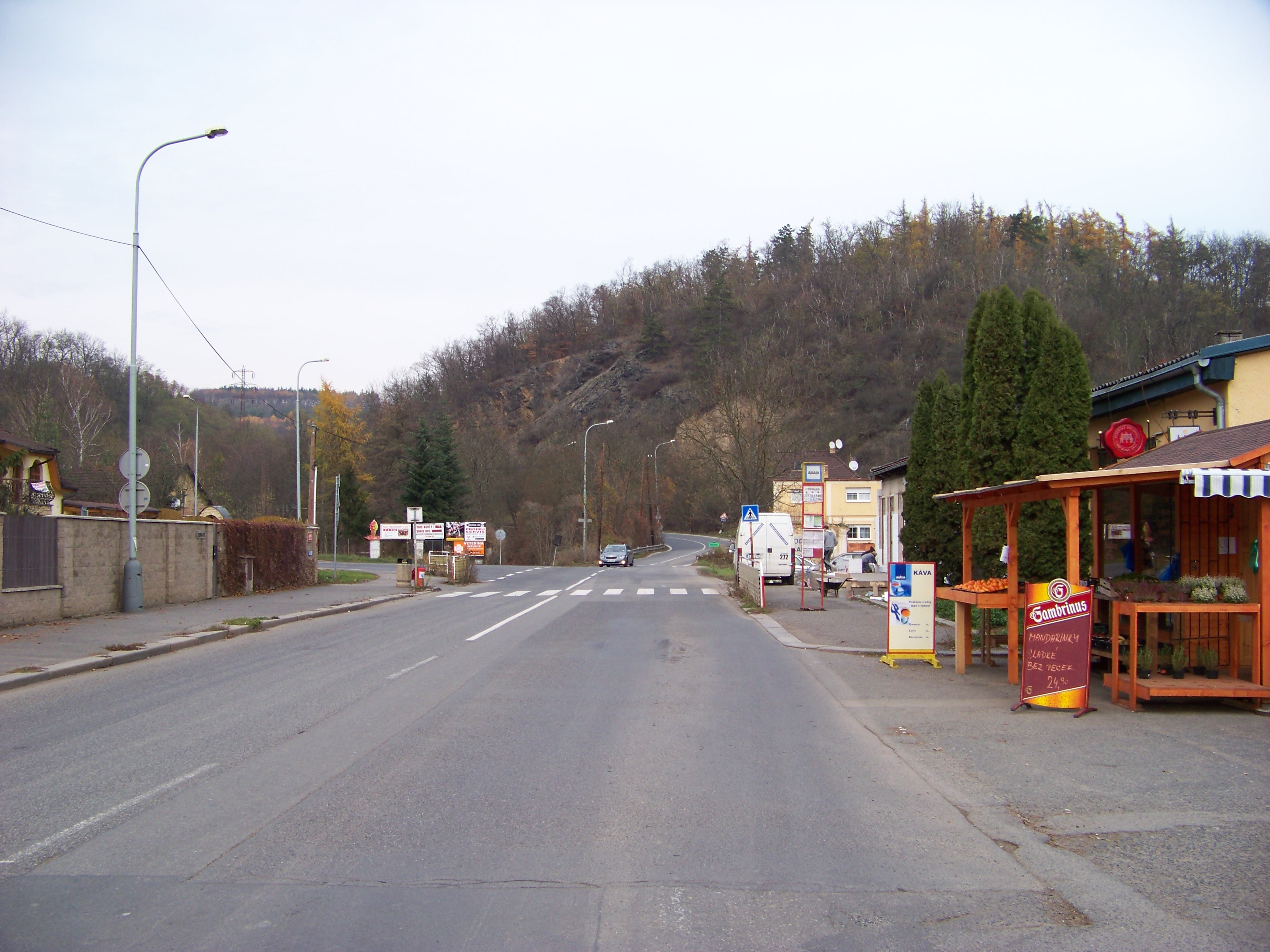
Silnice na Jenerálce

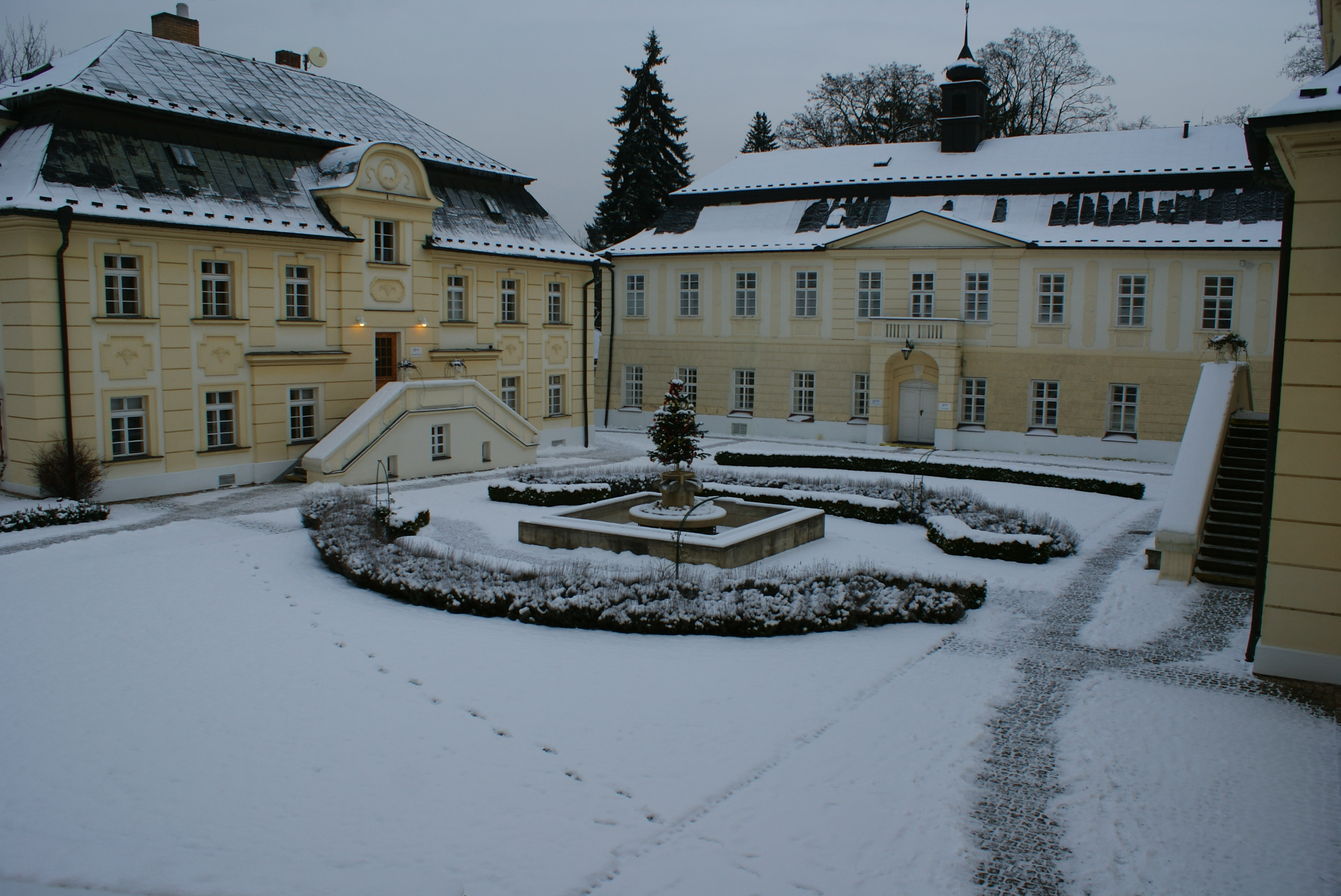
Zámek Jenerálka

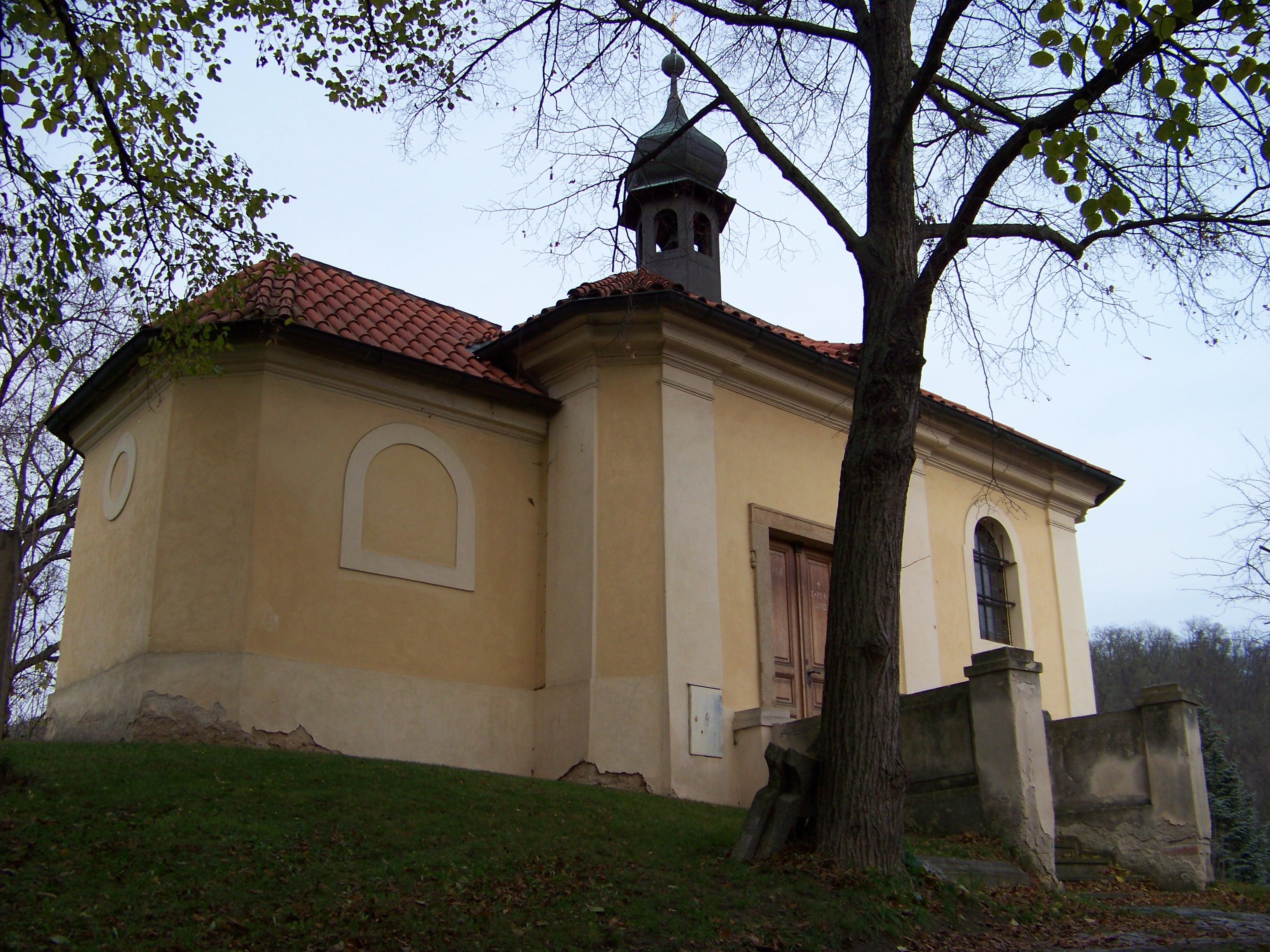
Kaple svatého Jana Nepomuckého na Jenerálce

Jenerálka je osada (původně hospodářský dvůr) nacházející se v pražské městské části Dejvice, v údolí při soutoku Šáreckého a Nebušického potoka. Až do 1. poloviny 20. století patřila do katastru obce Nebušice. Centrem osady je zámek Jenerálka, který je chráněn jako kulturní památka České republiky.

## Prehistorie
Jenerálka patří k místům s nejstarším osídlením na území Prahy. Jde o největší a nejslavnější pražskou paleolitickou lokalitu: nálezy z mladšího paleolitu (aurignacien, gravettien) v Baráčkově cihelně (též Stará Jenerálka) dokládají velké a dlouhodobě užívané sídliště "lovců mamutů". Jsou známy již od 19. století, těžbu zde sledovali a výzkumy prováděli Antonín Frič, G. C. Laube a zejména Jan Nepomuk Woldřich, později Josef Antonín Jíra. Odehrává se zde i část Štorchova románu Lovci mamutů.

## Hospodářský dvůr a zámek
Bývalý hospodářský dvůr se zahradou pochází zřejmě z konce 18. století. Díky neobarokní přestavbě získal objekt zámecký ráz.

## Osada
Osada čítá asi 40 domů, nemá však status místní části ani samostatnou řadu čísel popisných. Na Jenerálce se nachází rovněž kostel sv. Jana Nepomuckého.
Přes Jenerálku vede Horoměřická ulice, která je pražským pokračováním silnice II/240, a odděluje se zde od ní jednak Nebušická ulice, která tvoří hlavní dopravní spojení Prahy s Nebušicemi a Přední Kopaninou, a na opačnou stranu ulice V Šáreckém údolí, směřující údolím Dolní Šárky k Vltavě. Jenerálka je tak i lokálním uzlem autobusové dopravy. Směrem k Nebušicím vedou i místní cesty Nad Habrovkou a Pod Habrovkou, dále jsou v lokalitě ještě uličky U Vizerky, K vršíčku a Ve skalách.
Níže po proudu Šáreckého potoka se nachází Dubový mlýn. Mezi Jenerálkou a Dubovým mlýnem stojí továrna, ve které rodina Jelínků ve 40. letech 20. století vyráběla korkové a hliníkové zátky. Dubový mlýn získala rodina v restituci zpět.

## Přírodní památka
Jižně od osady se nachází v zákrutě Kruteckého potoka skalnatý ostroh s krátkou průzkumnou štolou, který je chráněn jako přírodní památka Jenerálka.